# Anna Cruz
Anna Cruz Lebrato (Barcelona, 27 de octubre de 1986) es una jugadora española de baloncesto. Actualmente juega en el Joventut Badalona de la Liga Femenina de baloncesto. Con la selección española llegó a jugar 158 partidos, obtenido 8 medallas en competiciones internacionales.
Empezó su carrera profesional en el UB Barça, con quién ganó una Liga Femenina Endesa en la 2004-05.
Pasó por Arranz Jopisa Burgos (2005-08), Olesa-Espanyol (2008-09) y Rivas Ecópolis, donde ganó dos Copas de la Reina (2011 y 2013) y jugó durante 4 temporadas en Euroliga promediando 11 puntos, 4,5 rebotes y 2,8 asistencias por partido.
En 2013 se marcha a Rusia para militar tres temporadas en el Nadezhda Orenburg también de Euroliga. Anna quedó subcampeona de la Superliga rusa durante tres temporadas consecutivas y subcampeona de la Euroliga Femenina en 2016.
En USA, en el equipo New York Liberty debutó el 4 de mayo de 2014 ante las Connecticut Sun, anotando dos puntos. Anna firmó 7,7 puntos, 3,5 rebotes y 3,6 asistencias por partido en su primera temporada en la WNBA.
En 2015 fue traspasada a Minnesota Lynx, equipo con el que consiguió el anillo de la WNBA en su primera temporada firmando sus mejores números en Estados Unidos. Fue la segunda jugadora española de baloncesto (tras Amaya Valdemoro) en conseguirlo. Anna jugó 2 temporadas en Minnesota.
En 2016 firma por 3 temporadas con el Dinamo Kursk y gana la Euroliga Femeninaen su primer año allí. También gana la Copa de Rusia (2018). En Kursk estará finalmente 2 temporadas y media, antes de fichar por el Fenerbahçe de la Premier League turca en 2019, en la que será su última experiencia internacional.
En 2019, Anna vuelve a España de la mano del Araski y a la temporada siguiente firma por 2 años con Casademont Zaragoza. Tras 2 buenos años en Zaragoza vuelve al Barça donde juega 2 temporadas más rindiendo a buen nivel aunque con el pensamiento de la retirada siempre presente cada verano.
Una última llamada del club de su ciudad, el Joventut Badalona, que acababa de ascender a Liga Femenina Endesa, convencerá a Anna para cerrar el círculo jugando el último año de su carrera en Badalona.  
En abril de 2025, Anna anuncia su retirada del baloncesto profesional a final de temporada. 

## Trayectoria

### Europa
| Equipo               | Liga                   | Temporadas |
| -------------------- | ---------------------- | ---------- |
| UB Barça             | Liga Femenina España   | 2002-2005  |
| Arranz Jopisa Burgos | Liga Femenina España   | 2005-2008  |
| Olesa-Espanyol       | Liga Femenina España   | 2008-2009  |
| Rivas Ecópolis       | Liga Femenina España   | 2009-2013  |
| Nadezhda Oremburgo   | Premier League Rusia   | 2013-2016  |
| Dynamo Kursk         | Premier League Rusia   | 2016-2019  |
| Fenerbahçe           | Premier League Turquía | 2019       |
| Kutxabank Araski AES | Liga Femenina España   | 2019-2020  |
| Casademont Zaragoza  | Liga Femenina España   | 2020-2022  |
| F. C. Barcelona      | Liga Femenina España   | 2022-2024  |
| Joventut Badalona    | Liga Femenina España   | 2024-2025  |

### WNBA
| Equipo           | Liga                | Temporadas  |
| ---------------- | ------------------- | ----------- |
| New York Liberty | WNBA Estados Unidos | 2014        |
| Minnesota Lynx   | WNBA Estados Unidos | 2015 y 2016 |

## Estadísticas

### WNBA
|  | Denota temporadas en las que se proclama campeón de la WNBA |

| Temporada | Equipo           | PJ | MPP  | PPP | RPP | APP |
| --------- | ---------------- | -- | ---- | --- | --- | --- |
| 2014      | New York Liberty | 34 | 27,1 | 7,7 | 3,5 | 3,6 |
| 2015      | Minnesota Lynx   | 22 | 29,1 | 8,0 | 3,6 | 3,0 |
| 2016      | Minnesota Lynx   | 6  | 10,0 | 2,8 | 1,0 | 2,0 |
| Total     |                  | 62 | 26,2 | 7,4 | 3,3 | 3,2 |

### Euroliga
|  | Denota temporadas en las que se proclama campeón de la Euroliga |

| Temporada | Equipo             | PJ  | MPP  | PPP  | RPP | APP |
| --------- | ------------------ | --- | ---- | ---- | --- | --- |
| 2009-10   | Rivas Ecópolis     | 13  | 32,2 | 12,4 | 4,8 | 2,5 |
| 2010-11   | Rivas Ecópolis     | 12  | 29,8 | 7,6  | 3,9 | 2,7 |
| 2011-12   | Rivas Ecópolis     | 21  | 32,9 | 9,9  | 4,8 | 2,9 |
| 2012-13   | Rivas Ecópolis     | 15  | 31,8 | 14,1 | 4,7 | 2,7 |
| 2013-14   | Nadezhda Oremburgo | 17  | 32,1 | 8,8  | 3,7 | 4,6 |
| 2014-15   | Nadezhda Oremburgo | 16  | 30,6 | 9,3  | 5,0 | 4,1 |
| 2015-16   | Nadezhda Oremburgo | 16  | 29,8 | 9,1  | 4,7 | 3,9 |
| 2016-17   | Dynamo Kursk       | 16  | 31,7 | 8,2  | 4,3 | 5,5 |
| 2017-18   | Fenerbahçe         |     |      |      |     |     |
| Total     |                    | 116 | 31,3 | 10,1 | 4,5 | 3,3 |

(Leyenda: PJ= Partidos jugados; MPP= Minutos por partido; PPP= Puntos por partido; RPP= Rebotes por partido; APP= Asistencias por partido)

## Palmarés

### Selección española

#### Absoluta
- Eurobasket 2009 ( Letonia)
- Mundial 2010 ( República Checa)
- Mundial 2014 ( Turquía)
- Eurobasket 2015 ( Hungría– Rumania)
- Juegos Olímpicos de 2016 ( Río de Janeiro)
- Eurobasket 2013 ( Francia)
- Eurobasket 2017 ( República Checa)
- Mundial 2018 ( Tenerife)[6]
- Eurobasket 2019 ( Letonia– Serbia)[7]

#### Categorías inferiores
- Europeo U18 2004 ( Bratislava)

### Clubes
- WNBA (1): 2015
- Euroliga Femenina (1): 2016-17
- Liga Femenina Endesa (1): 2004-05
- Copa de la Reina (2): 2011, 2013
- Liga Catalana Femenina (2): 2003, 2008